# 松原敬生の日曜も歌謡曲
『松原敬生の日曜も歌謡曲』（まつばらたかおのにちようもかようきょく）は、2012年10月7日から2019年9月29日まで東海ラジオで放送されていた日曜午後のラジオ番組である。

## 概要
生放送で演歌・歌謡曲に特化した音楽番組である。毎回演歌・歌謡曲歌手がゲストとして出演し、松原・アシスタントとのクロストークを挟みながら演歌・歌謡曲を流すことを基本とする。
放送開始から2018年3月までのプロ野球ナイターシーズンイン期間は、プロ野球中継の「レインコート番組」を兼ねていた（後述）が、2018年4月より日曜12:00スタートの115分番組に固定化された。 
2019年6月2日の放送で松原が同月30日をもってアナウンス・パーソナリティ業から引退することを発表した。このため、松原が不在となる7月から9月末までは代役を立て、本編内で事前収録された松原と歌手とのインタビューを放送していく予定としている。予定通り同月30日の放送を最後に松原がメインパーソナリティを降板。松原に代わって青山とねねがパーソナリティを務め、番組名も『のりこ＆ねねの日曜も歌謡曲』に改題して、放送を継続。さらに2019年10月の改編で『歌謡曲主義 ねね・のりこのアオハルみゅ〜じっく♪』に改題しリニューアルする予定で、現行の『～日曜も歌謡曲』としては　同年9月29日の放送をもって終了する。

## 放送時間
いずれも日曜日に放送
| 放送期間                      | 基本放送時間（JST） | 備考     |
| ----------------------------- | --- | -------- |
| 2012年10月7日 - 2013年3月17日 | - 15:00 - 18:00（180分） |          |
| 2013年4月7日 - 2013年9月22日  | - （野球中継がナイター）：14:00 - 16:00（120分） - （野球中継が屋外球場のデーゲーム）：17:00 - 17:45（45分） - （野球中継が屋内球場のデーゲーム）：放送なし | [ 注 4 ] |
| 2013年10月6日 - 2014年3月23日 | - 15:00 - 17:45（165分） |          |
| 2014年4月6日 - 9月28日        | - （野球中継がデーゲーム）：17:00 - 19:00（120分） - （野球中継がナイター）：14:00 - 16:30（150分）                                                         |          |
| 2014年10月5日 - 2015年3月22日 | - 15:00 - 18:00（180分） |          |
| 2015年4月5日 - 9月27日        | - （野球中継がデーゲーム）：17:00 - 19:00（120分） - （野球中継がナイター）：14:00 - 17:00（180分）                                                         |          |
| 2015年10月4日 - 2016年3月20日 | - 15:00 - 18:00（180分） |          |
| 2016年4月3日 - 9月26日        | - （野球中継がデーゲーム）：17:00 - 19:30（150分） - （野球中継がナイター）：14:00 - 17:00（180分）                                                         |          |
| 2016年10月2日 - 2017年3月19日 | - 15:00 - 18:00（180分） |          |
| 2017年4月2日 - 9月24日        | - （野球中継がデーゲーム）：17:00 - 18:45（105分） - （野球中継がナイター）：13:55 - 16:30（155分）                                                         |          |
| 2017年10月8日 - 2018年4月1日  | - 14:00 - 17:30（210分） |          |
| 2018年4月8日 - 2018年9月30日  | - 12:00 - 13:55（115分） |          |
| 2018年10月7日 - 2019年3月24日 | - 12:00 - 15:00（180分） |          |
| 2019年3月31日 - 2019年9月29日 | - 12:00 - 13:55（115分） |          |

2017年度まで、プロ野球開催期間中は日曜デーゲーム中継の放送が優先されるため、中継のフィラー・雨傘番組となっていた。したがって17時00分以前でも中継が早く終わった場合は、その時点から開始。大幅に試合時間が延長された場合は、短縮（過去には、5分程度の放送になったことがある）や休止になる場合がある。デーゲーム中止時やオールスターゲーム予備日は14:00から最大5時間放送。野球中継がナイターの場合は概ね14:00 - 16:30または17:00に放送。

## 出演者
パーソナリティ
- 青山紀子（元東海ラジオアナウンサー）：2017年10月から2019年6月30日まではアシスタント、2019年7月7日よりパーソナリティ
- ねね：2019年7月7日よりパーソナリティ

インタビュアー出演
- 松原敬生（元東海ラジオアナウンサー）：2012年10月から2019年6月30日までメインパーソナリティ、降板後はインタビュアーとして事前収録の形で出演

### 過去の出演者
- 成田香織（出演当時は東海ラジオアナウンサー）2012年10月 - 2017年3月、アシスタント
- 神野三枝（タレント）2017年4月 - 2017年9月、アシスタント

## 主な内容
出典：東海ラジオタイムテーブル（2018年4-6月版）およびコーナー紹介
こだわりリクエスト
毎月テーマを決め、そのテーマに基づいた曲をリスナーからリクエストを募る。
思い出リクエスト
リスナーの人生の懐かしいエピソードと心に残っている一曲を募る。
川島葵の東京からも歌謡曲（12時台、2017年10月-2018年3月は15時台）
元東海ラジオアナウンサーで現在は東京を拠点としている川島葵が担当。
2019年4月から6月まで川島が産休のため、川島と同じく現在は東京在住の元東海ラジオパーソナリティーで松原ともワイド番組で共演歴のある坂口美奈子が担当。コーナー名の冠も坂口に変更されている（7月から川島が復帰）。
このほか2017年度までは、ナイターオフ期間に競艇のSG競走優勝戦が開催される週は、文化放送制作の競艇中継「ボートレースライブ」がフロート番組として組み込まれる場合があった。また、中央競馬実況中継については、本番組では中京競馬場開催分のG1競走（高松宮記念・チャンピオンズカップ）に限り自社制作で挿入されていた。